# 1827 dans les chemins de fer
Chronologie des chemins de fer
1826 dans les chemins de fer - 1827 - 1828 dans les chemins de fer

## Évènements

### Février
- 28 février, États-Unis : création de la compagnie du Baltimore and Ohio Railroad, première ligne de chemin de fer des États-Unis.

### Mars
- 8 mars : charte de création du Baltimore and Ohio Railroad, future première ligne de chemin de fer "polyvalent" (fret et passagers) des États-Unis (mise en service en 1830).

### Mai
- 1er mai : premiers essais de circulation sur la ligne de Saint-Étienne à Andrézieux.
- 5 mai : première circulation de wagons de charbon sur la voie industrielle du Summit Hill and Mauch Chunk Railroad, États-Unis.

### Juin
- 30 juin, France : mise en service de la première ligne de chemin de fer de France et la première d'Europe continentale entre Saint-Étienne et Andrézieux

### Septembre
- 7 septembre, Bohême : mise en service de la première ligne de chemin de fer d’Autriche et la deuxième d'Europe continentale.

### Décembre
- 19 décembre : charte votée par la South Carolina General Assembly autorisant la South Carolina Canal and Railroad Company (en) (SCC&RR), entre Charleston et la ville disparue d'Hamburg, (Caroline du Sud), en face d'Augusta (Géorgie), sur la rivière Savannah (amendée le 30 janvier)[1],[2].

## Naissances
- x

## Décès
- x